# 343.ª Divisão de Infantaria (Alemanha)
A 343ª Divisão de Infantaria (em alemão:343. Infanterie-Division) foi uma unidade militar que serviu no Exército alemão durante a Segunda Guerra Mundial.

## Comandantes
| Comandante                          | Data                                            |
| ----------------------------------- | ----------------------------------------------- |
| Generalleutnant Friedrich Zickwolff | 28 de setembro de 1942 - 25 de agosto de 1943   |
| Generalmajor Hermann Kruse          | 25 de agosto de 1943 - 1 de fevereiro de 1944   |
| Generalleutnant Erwin Rauch         | 1 de fevereiro de 1944 - 18 de setembro de 1944 |

## Área de operações
| Alemanha | setembro de 1942 - novembro de 1942 |
| França   | novembro de 1942 - setembro de 1944 |